# Замана Володимир Михайлович
Замана Володимир Михайлович (нар. 3 грудня 1959, с. Омбиш Борзнянського району Чернігівської області) — український військовий діяч, колишній начальник Генерального штабу — Головнокомандувач Збройних Сил України (18 лютого 2012 — 19 лютого 2014). З 19 лютого 2014 заступник секретаря Ради національної безпеки і оборони, а з 22 лютого 2014 — Уповноважений Верховної Ради України по контролю діяльності Міністерства оборони України. Генерал-полковник.

## Біографія
Народився у селянській родині.
Закінчив Харківське гвардійське вище танкове командне училище ім. Верховної Ради Української РСР (1982), військову академію бронетанкових військ ім. Р. Малиновського (1993), Національну академію оборони України (2004).
Проходив службу в Групі радянських військ у Німеччині та у військах Туркестанського військового округу — командир танкового взводу, командир танкової роти, начальник штабу — заступник командира танкового батальйону, командир танкового батальйону.
Після закінчення Військової академії продовжував службу в Одеському військовому окрузі та у Північному оперативному командуванні на посадах начальника штабу — заступника командира танкового полку, командира танкового полку, командира танкової бригади, начальника навчального центру підготовки молодших спеціалістів танкових військ.
З 2004 р., після закінчення Національної академії оборони України — заступник командувача корпусу, з липня
2005 по травень 2007 р. — командир 6 гвардійського армійського корпусу Сухопутних військ Збройних сил України.
З 2007 р. — начальник Територіального управління Західного оперативного командування, з 2009 р. — заступник командувача Сухопутних військ Збройних сил України з бойової підготовки — начальник управління бойової підготовки.
4 грудня 2006 року присвоєно військове звання генерал-лейтенанта.
24 серпня 2012 року присвоєно військове звання генерал-полковника.
Начальник Генерального штабу — Головнокомандувач Збройних сил України з 18 лютого 2012 по 19 лютого 2014.
18 лютого 2014 року  під час Революції гідності, отримавши від тогочасного керівництва держави наказ застосувати силу до мітингувальників на Майдані незалежності, відмовився виконувати злочинний наказ і подав рапорт про звільнення з посади Начальника Генерального штабу — Головнокомандувача збройних сил України, чим виграв час для учасників протестів, які змогли перегрупуватися та отримати необхідне підкріплення.
22 лютого — 27 лютого 2014 року — призначений Верховною Радою України уповноваженим по контролю за діяльністю Міністерства оборони України.
Затриманий 25 лютого 2019 року військовою прокуратурою спільно з СБУ за звинуваченням у державній зраді, при чому під час обшуків у нього були вилучені таємні документи, датовані лютим 2014 року. Йому інкримінують попередню змову з колишнім президентом України Віктором Януковичем у діяннях «на шкоду обороноздатності, суверенітетові, територіальній цілісності та недоторканості, державній, безпеці України», зокрема, підписання директив на скорочення дозвіл чисельності Збройних сил України до 168 тисяч осіб, з яких військовослужбовців 125 тисяч 482 осіб, розформування 70 військових частин бойового і оперативного забезпечення, навчальних центрів і центрів з комплектації, перепідпорядкування 6 армійського корпусу в управління оперативного командування «Південь» та 13 армійського корпусу — в управління оперативного командування «Північ», дозвіл на утилізацію 588 одиниць складових до зенітно-ракетних комплексів, скорочення понад 14 тисяч військовослужбовців у 2013 році, розформування частин розвідки, радіоелектронної боротьби, зв'язку, скорочення штату військових комісаріатів та ліквідація паперового обліку військових запасу у зв'язку із введенням електронного, через що навесні 2014 року не було ані паперового, ані електронного обліку військових. Також, за інформацією головного військового прокурора Анатолія Матіоса, Володимир Замана не склав присягу на вірність України, оскільки вона в його особовій справі відсутня, а натомість є лише присяга, датована часом, коли він був вже генерал-полковником. На одному з аркушів особової справи зазначено, що присягу склав 20 червня 1993 року, але встановлено, що 23 червня 1993 року він отримав диплом про закінчення Академії Генерального штабу Московії у Москві і тільки 28 червня прибув до Одеси, де був призначений на посаду.
24 травня 2019 року Апеляційний суд Києва задовольнив скаргу адвокатів і таким чином, суд скасував рішення Печерського райсуду Києва, згідно з яким Замана повинен був утримуватися під вартою до 17 червня включно. Генерал-полковника відпустили під особисте зобов'язання в залі засідань.
Кандидат у народні депутати від партії «Сила і честь» на парламентських виборах 2019 року, № 5 у списку.
26 червня 2020 року, прес-центром Закладу Генерального прокурора повідомлено, що за процесуального керівництва прокурорів Закладу Генерального прокурора повідомлено про зміну раніше повідомленої підозри колишньому начальникові Генерального штабу Збройних Сил України у вчиненні державної зради (ч. 1 ст. 111 КК України). Досудове розслідування у кримінальному провадженні здійснюють слідчі Головного слідчого управління Державного бюро розслідувань

## Нагороди
- Орден «За заслуги» III ст. (3 грудня 2010) — за вагомий особистий внесок у зміцнення обороноздатності Української держави, зразкове виконання військового обов'язку, високий професіоналізм та з нагоди 19-ї річниці Збройних Сил України[13]
- Медаль «За бездоганну службу» III ст. (4 грудня 1996) — за бездоганну службу, досягнення високих показників у бойовій підготовці та професійній майстерності[14]